# André Malet
André Malet OCSO (* 12. November 1862 in Espalion; † 24. Oktober 1936 in Bellegarde-Sainte-Marie, Département Haute-Garonne) war ein französischer Trappistenabt, Theologe und Autor.

## Leben und Werk
Jean-Louis Malet, seit 1877 im Trappistenkloster Sainte-Marie-du-Désert (Peugniez S. 216) in Bellegarde-Sainte-Marie, wo er den Ordensnamen André annahm, wurde 1886 zum Priester geweiht und war dort Sekretär des Abtes Candide Albalat y Puigcerver (1854–1915) sowie Novizenmeister (u. a. von Marie-Joseph Cassant) und Prior, schließlich von 1911 bis 1936 Abt seines Klosters. In einem unveröffentlichten Text von 200 Seiten (La Vie à Cîteaux) brandmarkte Malet die trappistische Reform des Armand Jean Le Bouthillier de Rancé als von den zisterziensischen Ursprüngen abweichend (Motto: „La Trappe n’est pas Cîteaux“) und versuchte eine vorsichtige Umgewichtung vom büßenden zum kontemplativen Leben. Als er von Abt Candide Albalat zusammen mit Auguste Trilhe beauftragt wurde, den Zisterzienserritus zu vereinheitlichen, kämpfte er erfolglos für die Wiedereinsetzung der ursprünglichen zisterziensischen Liturgie (gegen die im 17. Jahrhundert von Claude Vaussin vorgenommene Romanisierung). Ergebnis der Bemühungen war das Manuale Caeremoniarum in missa et altaris ministerio juxta ritum sacri ordinis cisterciensis servandum ad usum monachorum strictioris observantiae auctoritate et mandato capituli generalis editum (Westmalle, 1908, 1948). Er legte seine Überzeugung in einer Denkschrift nieder, die 1921 erschien.
Malet darf nicht verwechselt werden mit dem reformierten Theologen und Philosophen André Malet (1920–1989).

### Das übernatürliche Leben
Malet veröffentlichte 1933 einen Katechismus  des übernatürlichen Lebens (Untertitel: „Woraus es besteht und wie es praktiziert werden will“) in 239 Fragen und Antworten, der 1934 eine zweite Auflage erlebte, die 1947 und 2014 nachgedruckt wurde. Die 1934 angekündigte Ausgabe in deutscher Sprache ist (möglicherweise wegen der nationalsozialistischen Entwicklung in Deutschland) nicht erschienen. Eine spanische Übersetzung durch Fructuoso Martín erschien 1953 unter dem Titel La vida sobrenatural. Elementos y ejercicio de la misma (San Sebastián, Pax, 1953). Ob die ebenfalls 1934 angekündigte chinesische Ausgabe erschien, ist nicht bekannt. Der überwiegende Teil des Katechismus wurde nach Aussage des Autors (im Vorwort) bereits zu Beginn des Jahrhunderts geschrieben.
Das Buch von 1934 enthielt ein lobendes Einführungsschreiben von Kurienkardinal Alexis-Henri-Marie Lépicier, ferner Ausschnitte aus den Glückwunschadressen der Erzbischöfe und Bischöfe Jean Verdier, Jules Saliège, Jean Budes de Guébriant (1860–1935), Charles Challiol (1872–1948) und Charles-Paul Sagot du Vauroux (1857–1937), sowie von Lucien Paulot (1864–1938), Matthäus Quatember O.Cist (1894–1953) und weiterer Leser. Quatember, damals Theologieprofessor in Rom, ab 1950 Generalabt des Zisterzienserordens, schrieb:
« Je n’ai pas rencontré encore un livre traitant des principes de la vie spirituelle avec autant de clarté et de brièveté, de solidité et d’orthodoxie, bien que je sois au courant de la bibliographie spirituelle. Ce précieux ouvrage me comble de joie; je le recommanderai instamment à mes élèves. »

#### Grundgedanken
Malet formuliert im Vorwort und in den einleitenden Fragen 1–17  folgende Grundgedanken:
1. Die Güte Gottes, die von ausstrahlender Natur ist, hat ihre unendlichen Vollkommenheiten nach außen verströmen wollen. Am Abschluss dieses Willensaktes stand die Erschaffung der Wesen, die das Universum bevölkern. Jedes dieser Wesen ist folglich ein mehr oder weniger deutlicher Widerschein einer göttlichen Vollkommenheit und hat, jedes auf seine Weise, die Aufgabe, Gottes Lobpreis zu singen.
2. Die Bestimmung des Menschen ist die Unsterblichkeit (sei es im Glück, sei es im Unglück). Und das gilt auch in unserer Zeit des materiellen Fortschritts. Denn „was nützt es dem Menschen, wenn er die ganze Welt gewinnt, aber an seiner Seele Schaden leidet?“ (Matthäus 16,26)
3. Im Menschen sind zwei Leben, das natürliche und das übernatürliche. Sucht man den Zweck des Lebens, so ist er im natürlichen Leben nicht zu finden. Denn zwar haben das vegetative (Pflanze) und das fühlende (Tier) Leben  ihren Zweck im Menschen (als der Verkörperung des vernunftbegabten Lebens), doch über dem Menschen ist nur noch Gott. Der Zweck des Menschen ist deshalb Gott, die Vereinigung des Menschen mit Gott. Dieses Privileg ist eine übernatürliche Gabe.
4. Allerdings hat die übernatürliche Ordnung bereits eine Geschichte. Durch den Sündenfall hatte der Mensch die übernatürliche Gabe verwirkt. Doch Gott reagierte mit einem neuen Plan, dem Erlösungsplan, und so wurde die übernatürliche Ordnung wiederhergestellt. Ihr Prinzip ist nicht die Natur, sondern die Gnade.
5. Aus der übernatürlichen Ordnung gibt es logisch kein Entrinnen, da kein anderer Zweck als Gott vorstellbar ist, und der Mensch folglich die Mittel haben muss, diesen Zweck zu erreichen (Un être sans ressources pour atteindre sa fin n’aurait plus sa raison d’être). Die Ablehnung der übernatürlichen Ordnung, der sog. Naturalismus, ist das größte aller Verbrechen; Luzifer hat es als erster begangen.
6. Das übernatürliche Leben, das göttliche Leben im Menschen, ein unverdientes Geschenk, ist Teilnahme am Leben Gottes und müsste also alle anderen Leben (vegetatives, fühlendes und denkendes) dirigieren. In Wirklichkeit herrscht in diesem Punkt universale Unordnung (der nur die Heiligen entgehen), gespeist aus Ignoranz, Leidenschaften, Hochmut und Bosheit. Dagegen hilft nur Selbstkasteiung (mortification) und Selbstreinigung (purification). Das übernatürliche Leben ist ein Ringen, ein Kampf mit sich selbst (une lutte, un combat).

#### Aufbau des Buches
- Erster Teil: Das göttliche Element des übernatürlichen Lebens: die Gnade (6 Kapitel)
- Zweiter Teil: Das menschliche Element des übernatürlichen Lebens (Fähigkeiten, Leidenschaften, Wille) (6 Kapitel)
- Dritter Teil: Das Praktizieren des übernatürlichen Lebens
  - 1. Jesus Christus als Quelle des übernatürlichen Lebens
  - 2. Der Wille Gottes
  - 3. Die Offenbarung als Führer zum ewigen Leben
  - 4. Der Glaube, Schlüssel des ewigen Lebens
  - 5. Die Werke des Glaubens
  - 6. Unter der Führung der göttlichen Weisheit
  - 7. Das Wirken des Heiligen Geistes
  - 8. – 12. Die Etappen des spirituellen Lebens: Der Weg der Anfänger, der Fortgeschrittenen und der Vollkommenen. Die Anzeichen von Heiligkeit.
  - 13. Die Zerstörung des übernatürlichen Lebens durch die Sünde
  - 14. Maria als „Aquaedukt“ der Gnade (nach Bernhard von Clairvaux)